# Svenja Jung

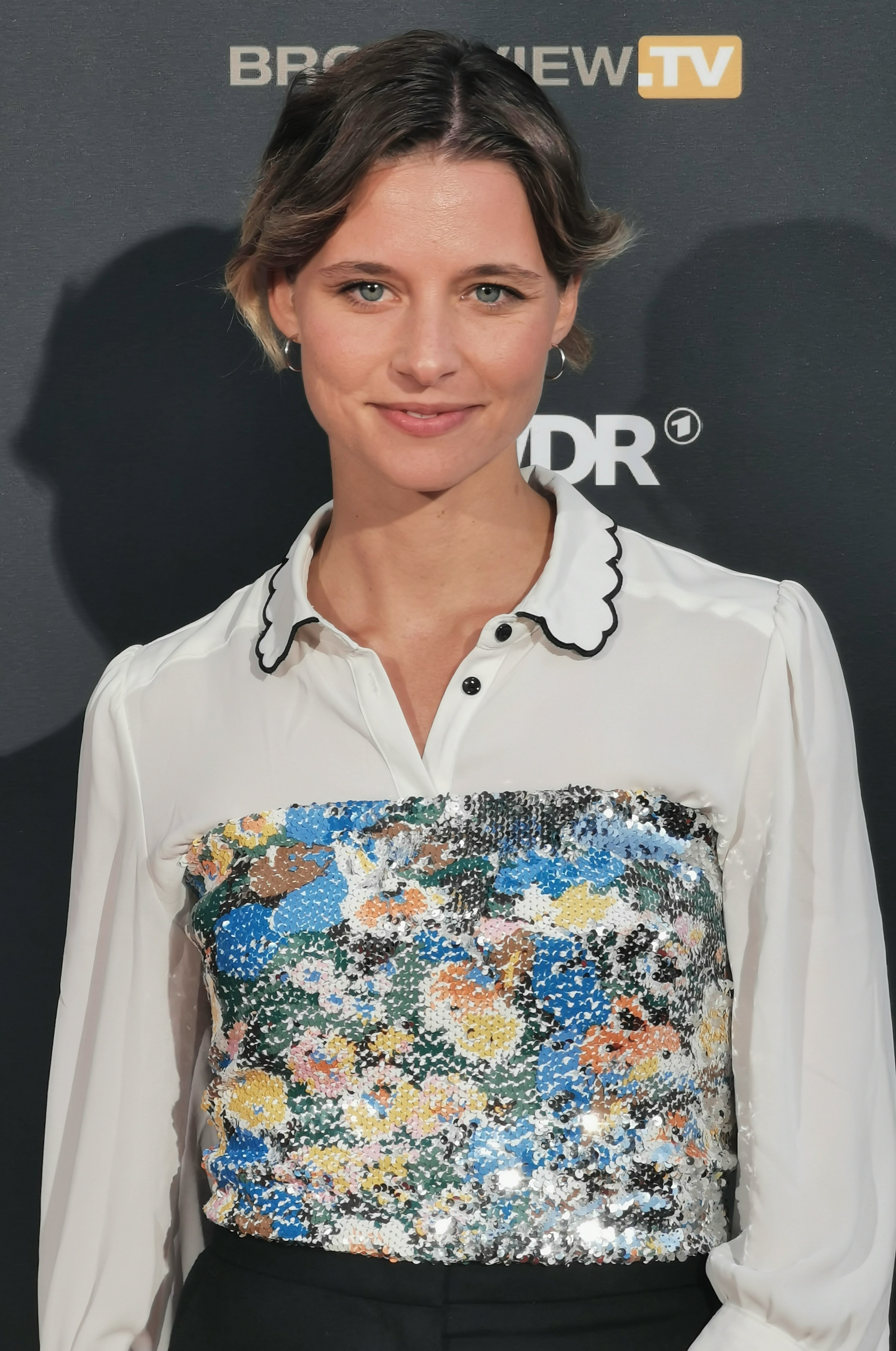
Svenja Jung (2023)

Svenja Jung (* 28. Mai 1993 in Weroth) ist eine deutsche Schauspielerin.

## Leben und Karriere
Svenja Jung wurde in Weroth in Rheinland-Pfalz geboren und tanzte als Kind neun Jahre lang Ballett. Sie machte 2012 Abitur, nebenher nahm sie Schauspielunterricht bei Juniorhouse in Köln. Danach drehte sie Fernsehmehrteiler des Bayerischen Rundfunks und war in Kurzfilmen zu sehen. Bis 2019 studierte sie an der Fachhochschule Potsdam Europäische Medienwissenschaften.
Erste Bekanntheit erlangte Jung 2014 durch ihre Hauptrolle in der Seifenoper Unter uns, in der sie ein Jahr lang die Rolle der Lisa Brück verkörperte. Weitere Episodenhauptrollen in den ZDF-Krimiserien Heldt, Der Alte und Soko Köln folgten. Nach ihrem Ausstieg aus Unter uns wurde sie von Florian Gottschick für die Verfilmung des autobiographischen Romans Fucking Berlin für die Rolle der Sonia Rossi besetzt. Der Film wurde 2016 auf DVD veröffentlicht und ist seit 2018 auch auf Netflix verfügbar. Im November 2016 erschien die Verfilmung Andreas Steinhöfels Die Mitte der Welt, in der Jung die Hauptrolle der Kat spielt und neben Louis Hofmann und Sabine Timoteo zu sehen ist. Dafür wurde sie für den Förderpreis Neues Deutsches Kino als „Beste Nachwuchsschauspielerin“ auf dem Filmfest München nominiert. Der Kurzfilm Darth Maul: Apprentice, in dem sie die Hauptrolle der Jedi-Schülerin übernahm, gewann den „Deutschen Webvideo-Preis 2016“ in der Kategorie „Best Video of the Year“.
In der ZDF-Buchverfilmung Ostfriesenkiller spielte Jung die Rolle des geistig behinderten Mädchens Sylvia Kleine an der Seite von Christiane Paul. Für die Hauptrollen in Fucking Berlin, Die Mitte der Welt und Ostfriesenkiller wurde sie für den New Faces Award 2017 nominiert. 2017 war sie eine der Hauptdarstellerinnen der 1970er-Jahre-Serie Zarah – Wilde Jahre.
Für ihre Rolle in dem Kinofilm A Gschicht über d’Lieb als Maria wurde Jung am 25. Januar 2019 mit dem Bayerischen Filmpreis 2018 als beste Nachwuchsschauspielerin geehrt. 2019 war Jung in dem deutschen Mehrteiler Zeit der Geheimnisse zu sehen, der für Netflix produziert wurde. 2020 war sie in der dritten Staffel der Fernsehserie Deutschland unter dem Titel Deutschland 89 zu sehen.

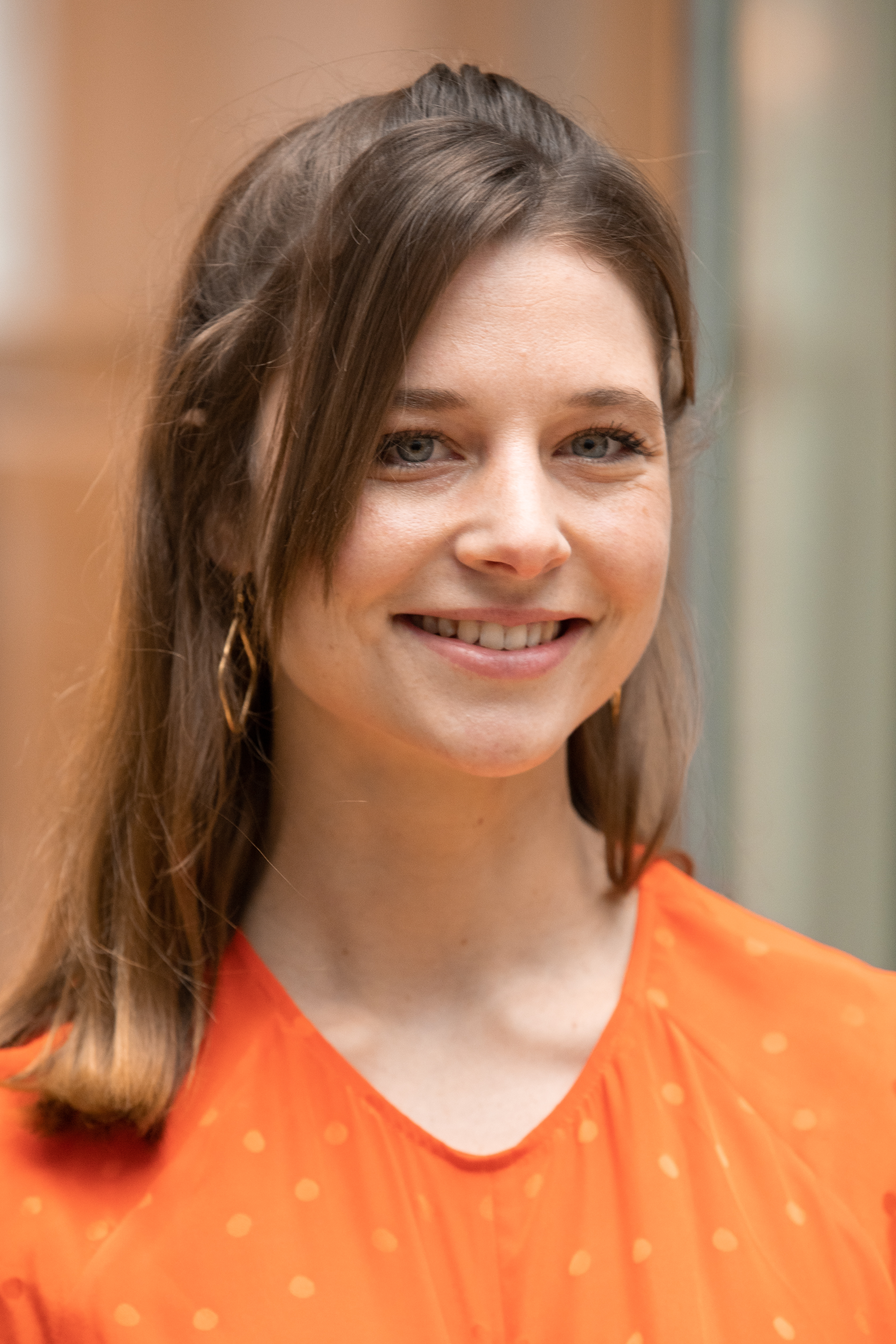
Svenja Jung (2020)

In dem Sechsteiler Der Palast spielt sie in einer Doppelrolle die Hauptrollen der Zwillingsschwestern Christine Steffen und Marlene Wenninger. Er wurde im Dezember 2021 in der ZDF-Mediathek veröffentlicht und ab Januar 2022 im linearen Programm des Senders gezeigt. Ihre Schwester Christin unterstützte sie dabei teilweise als Double für ihre Doppelrolle. 2023 war sie neben Malick Bauer in der ersten deutschen Fernsehserie für Disney+, Sam – Ein Sachse zu sehen. In der Netflix-Serie Crooks spielt sie 2024 mit Frederick Lau und Christoph Krutzler.
Jung lebt in Berlin.

## Filmografie (Auswahl)

### Kino
- 2016: Fucking Berlin
- 2016: Verrückt nach Fixi
- 2016: Die Mitte der Welt
- 2019: Electric Girl
- 2019: A Gschicht über d’Lieb
- 2019: Traumfabrik
- 2021: Fly
- 2023: Der Pfau
- 2023: Baghead

### Fernsehen
- 2013: Zwischen Kindheit und Erwachsensein
- 2014–2015: Unter uns (Fernsehserie, 250 Folgen)
- 2015: Heldt (Fernsehserie, Folge Wehrlos)
- 2016: Der Alte (Fernsehserie, Folge Paradiesvogel)
- 2017: Armans Geheimnis (Fernsehserie, 13 Folgen)
- 2017: SOKO Köln (Fernsehserie, Folge Mülheimer Dämmerung)
- 2017: Ostfriesenkiller (Fernsehreihe)
- 2017: Alarm für Cobra 11 – Die Autobahnpolizei (Fernsehserie, Folge Freier Fall)
- 2017: Zarah – Wilde Jahre (Fernsehserie, 6 Folgen)
- 2018: Letzte Spur Berlin (Fernsehserie, Folge Lebensretterin)
- 2018: Der süße Brei (Fernsehfilm)
- 2018: Tsokos – Zersetzt (Fernsehfilm)
- 2018: Beat (Fernsehserie, 7 Folgen)
- 2018: Tatort: Wer jetzt allein ist (Fernsehreihe)
- 2019: Tatort: Kaputt
- 2019: Die Chefin (Fernsehserie, Folge Schöner Schein)
- 2019: Zeit der Geheimnisse (Miniserie, 3 Folgen)
- 2019: Jenseits der Angst
- 2019: Unter Verdacht: Evas letzter Gang (Fernsehreihe)
- 2019: Ihr letzter Wille kann mich mal!
- 2020: Dark (Fernsehserie, Folge Das Paradies)
- 2020: Deutschland 89 (Fernsehserie, 8 Folgen)
- 2020: Unsere wunderbaren Jahre (Fernsehserie, 3 Folgen)
- 2022: Der Palast (Fernsehserie)
- 2022: Die Kaiserin (Fernsehserie)
- 2022–2024: Die Kaiserin (Fernsehserie, 7 Folgen)
- 2023: Sam – Ein Sachse (Miniserie)
- 2023: Spy/Master (Fernsehserie, 6 Folgen)
- 2024: Sexuell verfügbar (Miniserie)
- 2024: Crooks (Fernsehserie)
- 2024: Sterben für Beginner (Fernsehfilm)
- 2024: Ein Mann seiner Klasse (Fernsehfilm)
- 2025: Helix (Fernsehfilm)
- 2025: Fall for Me

### Kurzfilme
- 2011: Stamp Amsterdam
- 2012: Der Schlüssel
- 2014: Besonders
- 2014: Sirene
- 2015: Annabelles Anker
- 2016: Darth Maul: Apprentice
- 2019: Schlaf gut, du auch (HFF/BR)
- 2020: Jung Fragil

## Auszeichnungen und Nominierungen
- 2016: Förderpreis Neues Deutsches Kino als beste Nachwuchsschauspielerin für Die Mitte der Welt (nominiert)
- 2017: New Faces Award als beste Nachwuchsdarstellerin für Ostfriesenkiller, Die Mitte der Welt und Fucking Berlin (nominiert)
- 2018: new stars@deutscher filmball als beste Nachwuchsschauspielerin für Ostfriesenkiller, Die Mitte der Welt und Fucking Berlin (nominiert)
- 2019: Bayerischer Filmpreis als beste Nachwuchsdarstellerin für A Gschicht über d’Lieb
- 2022: Goldene Henne in der Kategorie Schauspiel[9]